# Бернард Ладиш
Бернард Ладиш (пол. Bernard Ładysz; 24 липня 1922, Вільно, Польща (нині Вільнюс, Литва — 25 липня 2020 року) — польський оперний співак (бас) та актор.

## Біографія
Народився 1922 році у Вільно (на той час — Польща; нині — Вільнюс, Литва). Під час німецько-радянської війни 1941 року почав військову службу сержантом Польської Армії Крайової, брав участь в операції «Буря» 1944 року. Коли Вільно було захоплено Червоною Армією, його, серед багатьох інших, призвали на військову службу за умови присяги Радянському Союзу. Тих, хто відмовлявся, відправляли в різні трудові табори ГУТАБу в Сибіру. Ладиш перебував у в'язниці в ГУТАБу з 1944 по 1946 рік. Після звільнення повернувся до Польщі і продовжив навчання у Варшавській консерваторії. Вперше виступив 1946 року в Церемоніальному оркестрі Війська Польського. Дебютував на сцені 1950 року в ролі Греміна в опері Чайковського «Євгеній Онєгін» у «Великого Театру» у Варшаві. Він залишався учасником ансамблю до 1979 року.
У 1956 році він виграв конкурс у Верчеллі, що призвело до його міжнародного визнання. Потім його запросили виступити в театрі Массімо в Палермо. Він з'явився як Раймондо в 1959 році у записі Доніцетті «Лючія ді Ламмермур» разом із Марією Каллас у головній ролі, єдиною польською співачкою, яка співала з нею. Далі відбулися гастролі по всьому світу, зокрема в Австралії, Америці та Китаї. Його пам'ятають за головні ролі в опері Моцарта «Дон Жуан» і «Борис Годунов» Мусоргського, Філіпа II у опері «Дон Карлос» Верді, Амонасро в «Аїді», Мефістофеля в «Фаусті» Гуно та головною роллю в «Кролі Роджері» Кароля Шимановського. Він також виконував ролі в «Садибі з привидами» і «Галька» Станіслава Монюшка, «Севільський цирульник» Россіні, «Сицилійська вечірня» Верді, «Сила долі», «Ріголетто», «Князь Ігор» Бородіна, «Іоланта» Чайковського. У мюзиклі він з'явився в ролі Тев'є в «Скрипалі на даху».
Ладиш виступав на світових прем'єрах творів Кшиштофа Пендерецького. Він виступав у ролі Патрика Барре в опері Дияволи з Лудена німецькою мовою в Гамбурзькій державній опері 20 червня 1969 року. Він співав соло басом у «Страстях Святого Луки» на Зальцбурзькому фестивалі 1970 року. Він записав обидві твори, оперу разом із Тетяною Троянос.
У кіно він зіграв головну роль у п'єсі Доменіко Чімарози Il maestro di cappella. Як актор, він зіграв у одинадцяти фільмах між 1965 і 1999 роками, включаючи Землю обітовану (1975), Шарлатана (1981) та З вогнем і мечем (1999).
У 2000 році нагороджений Командорським хрестом із зіркою ордена «Відродження Полонії». У травні 2008 року отримав звання почесного доктора Університету музики імені Шопена.
Ладиш помер у Варшаві 25 липня 2020 року, через день після свого 98-го дня народження
.

## Партії
- «Дияволи з Лудена» Кшиштофа Пендерецького — Батько Барре, вікарій
- «Лючія ді Ламмермур» Доніцетті — Раймонд Бідебенд
- «Борис Годунов» Мусоргського — Борис Годунов
- Євгеній Онєгін Петра Чайковського — Гремін
- Дон Карлос Верді — Філіп II, король Іспанії
- Аїда Верді — Фараон
- Севільський цирульник Россіні — Базіліо
- Дон Жуан Моцарта — Дон Жуан
- «Фауст» Шарля Гуно — Мефістофель

## Фільмографія
- 1965 — Білі штори / Les rideaux blancs (епізод «Matura»)
- 1968 — Лялька / Lalka — Suzin
- 1969 — Дияволи з Лудена / Die Teufel von Loudun — отець Барре, вікарій (фільм-опера, телебачення)
- 1974 — Земля обітована / Ziemia obiecana — російський купець
- 1981 — Знахар / Znachor — мірошник Прокоп
- 1982 — Долина Ісси / Dolina Issy — бранець
- 1983 — Карате по-польски / Karate po polsku — наставник
- 1986 — Перстень та троянда / Pierścień i róża — King Walorozo
- 1999 — Вогнем і мечем / Ogniem i mieczem — дід Лірник

## Нагороди
- 1956 — 1-а премія Міжнародного конкурсу імені Віотті у Верчеллі (Італія)
- 2016 — «Золотий Фрідерик» (з Михайлом Урбаняком та Корою)
- орден «Прапор Праці»
- медаль «За заслуги у культурі Gloria Artis»
- Хрест Заслуги